# NGC 2919
NGC 2919 est une galaxie spirale intermédiaire située dans la constellation du Lion. NGC 2919 a été découverte par l'astronome allemand Wilhelm Tempel en 1877.

## Caractéristiques
Sa vitesse par rapport au fond diffus cosmologique est de 2 753 ± 23 km/s, ce qui correspond à une distance de Hubble de 40,6 ± 2,9 Mpc (∼132 millions d'al).
À ce jour, 16 mesures non basées sur le décalage vers le rouge (redshift) donnent une distance de 41,219 ± 3,971 Mpc (∼134 millions d'al), ce qui est à l'intérieur des valeurs de la distance de Hubble.
La classe de luminosité de NGC 2919 est II et elle présente une large raie HI.